# Teresa Ozores
Teresa Ozores Saavedra (Madrid, 22 de enero de 1902-3 de noviembre de 1983) fue una paisajista española especializada en la historia de los jardines españoles. 

## Biografía
Fue hija de Gonzalo Ozores y Saavedra, XVII señor de la Casa de Rubianes, grande de España y IX marqués de Aranda, y su esposa Beatriz de Saavedra y Salamanca, hija de Teobaldo Saavedra y Cueto, I marqués de Viana.
En su infancia pasó temporadas en Galicia en el pazo de Rubianes, propiedad de su familia. Es en este tiempo cuando comienza a aficionarse a los jardines.
En 1925 contraería matrimonio con Juan Valdés y Armada, III marqués de Casa Valdés. La boda se celebró en la iglesia de la Concepción de Madrid seguida por un almuerzo en el Palacio de Viana, residencia del tío paterno de Teresa, José de Saavedra y Salamanca, II marqués de Viana y Caballerizo Mayor del Rey.
Durante su edad adulta cultivó una gran afición a la botánica, llegando a participar en el jardín español presentado por la Sociedad de Amigos del Paisaje y de los Jardines en la Exposición de Flores de Chelsea (Londres) en 1952. El jardín se inspiraba en los del Generalife y su diseño se debió a Francisco Prieto Moreno, y de su ejecución en Londres y su presentación se encargó Teresa Ozores. Este jardín sería visitado por Isabel II del Reino Unido y su marido, admirando la primera los claveles reventones del jardín. También fue visitado por la madre de Isabel II, la reina madre Isabel. Las visitas de los tres príncipes fueron acogidas por Teresa Ozores, quien se encargó de explicarles el jardín. Esta creación jardinera ganó la medalla de oro de la Exposición y fue alabada por la prensa británica y española. Teresa Ozores fue objeto a su vuelta de un homenaje a su labor en el Real Club de la Puerta de Hierro, escribiendo Azorín un mensaje fe adhesión.
Contó con la amistad con Winston Churchill y su esposa, Clementine, desde la visita de estos a España en 1951. En esta visita llegaron a visitar el jardín de la finca Piedras Menaras, creado por Teresa Ozores.
Sus trabajos sobre la historia de la jardinería en España cristalizarían en su obra Jardines de España, publicada en 1972 por la editorial Aguilar. 
Participaría en la restauración de distintos jardines en España, como los de la Quinta y la Casita del Príncipe, ambos en El Pardo. Fue presidenta de la Asociación de amigos del Jardín Botánico. Obtuvo también un título de la británica Royal Horticultural Society, institución de cuya sección de Dendrología llegaría a ser vicepresidenta.
Entre sus intereses se contaba la obra de su bisabuelo, el duque de Rivas y la literatura infantil inglesa. También participó activamente en obras de beneficencia.
Murió en Madrid el 3 de noviembre de 1983. En 2021 fue objeto de una biografía escrita por su hija Micaela Valdés y Ozores.

### Individuales
1. ↑  Mascarilla (Escobar y Ramírez, Alfredo) (14 de junio de 1925). «Boda de la Señorita Teresa Ozores y Saavedra con Don Juan Valdés y Armada». Blanco y Negro (revista). pp. 96-98.
2. ↑  The Architectural Review (en inglés). Architectural Press Limited. 1959. p. LXXVIII. Consultado el 11 de enero de 2023.
3. ↑  Citado enLuengo Añón, 2022
4. ↑  Soames, Mary (30 de noviembre de 2011). Clementine Churchill (en inglés). Transworld. ISBN 978-1-4464-8895-9. Consultado el 12 de enero de 2023.
5. 1 2  Schwartz, Pedro (9 de noviembre de 1983). «Teresa Ozores, noble jardinera». ABC (periódico). p. 44.
6. ↑  Espejo Fernández, Alejandro (10 de marzo de 2014). «La marquesa de Casa Valdés. Una dama al servicio de los huérfanos». Pinfanos.
7. ↑  «Esquelas y generales». ABC (periódico). 5 de noviembre de 1983. p. 90.
8. ↑  «Una vida entre jardines. Teresa Ozores, marquesa de Casa Valdés». Ediciones El Viso. 2021.